# Eduard Maximilian Röth
Eduard Maximilian Röth (auch Eduard Röth; * 12. Oktober 1807 in Hanau; † 7. Juli 1858 in Heidelberg) war ein deutscher Philosoph und Hochschullehrer.

## Leben
Röth war Sohn eines Volksschullehrers und wuchs in Rödelheim auf. Dort erhielt er auch seine erste Bildung. Anschließend besuchte er das Königliche Gymnasium Wetzlar, bevor er an die Universität Gießen zum Studium der Philosophie ging. Dieses schloss er wohl als Dr. phil. ab. Anschließend zog er nach Frankfurt am Main. Dort erhielt er eine Anstellung bei einer wohlhabenden Familie und konnte zugleich bei einem jüdischen Gelehrten die rabbinische Literatur studieren. 1835 stellte er dort seine Schrift zum Brief an die Hebräer fertig. 1836 wechselte er nach Paris. Dort widmete er sich dem Studium der orientalischen Sprachen, der Hieroglyphen sowie der Naturwissenschaften. In Paris gelangte er zu der Erkenntnis, dass die Wurzeln der damaligen philosophischen Erkenntnisse nicht in Indien und China zu finden seien, sondern er vermutete diese in den Lehren der Ägypter und Zoroaster.
Röth habilitierte sich nach seiner Rückkehr 1840 an der Universität Heidelberg. Er unterrichtete als Privatdozent unter anderem Logik und Metaphysik, Psychologie, philosophische Enzyklopädie sowie die Geschichte der abendländischen Philosophie und galt als beliebter Hochschullehrer. 1846 erhielt er an der Universität eine Anstellung als außerordentlicher Professor, 1850 als ordentlicher Professor der Philosophie und des Sanskrit. Bereits ab 1850 ließ jedoch seine Gesundheit nach.
Julius Braun zählte zu seinen Schülern.

## Werke (Auswahl)
- Epistolam vulgo „Ad Hebraeos“ inscriptam non ad Hebraeos id est Christianos genere Iudaeos, sed ad Christianos, genere Gentiles et quidem ad Ephesios datam esse Demonstrare Conatur Eduard Maximilian Roeth, Schmerber, Frankfurt am Main 1838.
- Geschichte unserer abendländischen Philosophie, 2 Bände, Bassermann, Mannheim 1846–1858.
- Die Proklamation des Amasis an die Cyprier bei der Besitznahme Cyperns durch die Aegypter um die Mitte des sechsten Jahrhunderts vor Christi Geburt, Plon, Paris und Mohr, Heidelberg 1855.